# Pennisetum prolificum
Pennisetum prolificum är en gräsart som beskrevs av Mary Agnes Chase. Pennisetum prolificum ingår i släktet borstgräs, och familjen gräs. Inga underarter finns listade i Catalogue of Life.